# ジャン・ルメール
ジャン・ルメール（Jean Lemaire、1598年 - 1659年はフランスの画家である。建築物を描くのを得意とした画家で、17世紀フランスを代表する画家、ニコラ・プッサンと親しく、しばしば共作を行ったことから、ジャン・プッサン(Jean Poussin)やルメール＝プッサン(Lemaire-Poussin)の名前で呼ばれた。弟のピエール・ルメールも画家で、ジャン・ルメールは「Gros Lemaire、大ルメール」、ピエール・ルメールは「Petit Lemaire、小ルメール」と呼ばれることもあった。

## 略歴
現在のセーヌ＝エ＝マルヌ県のダマルタン＝アン＝ゴエルに生まれた。1613年頃にはローマに移っていたとする資料があるが、1924年にローマに修行に来たニコラ・プッサンの友人、助手になった。プッサンの絵画の背景の建物を描いた。
室内画や風景画を描くのを得意とし、プッサンの影響を受けて神話に題材を得た作品を描き、遺跡や古代の建築を描くのを得意とした。ローマでは、ローマ在住のスペイン大使からの注文でマドリードのブエン・レティーロ宮殿(Palacio del Buen Retiro)に飾るための遺跡と隠者を題材にした作品などを描き、この作品は後にプラド美術館に収蔵された。
1638年にフランスに戻り、ルイ13世のもとで、絵画館の学芸員に任じられた。宰相のリシュリュー枢機卿からも注文を受けた。1640年にフランスに戻って2年ほどパリに滞在した、プッサンと共作でルーブル宮殿の装飾画を描いた。1642年に短期間、ローマに滞在したほか、パリやフランス北部の街ガイヨン(Gaillon)で活動した。

## 作品

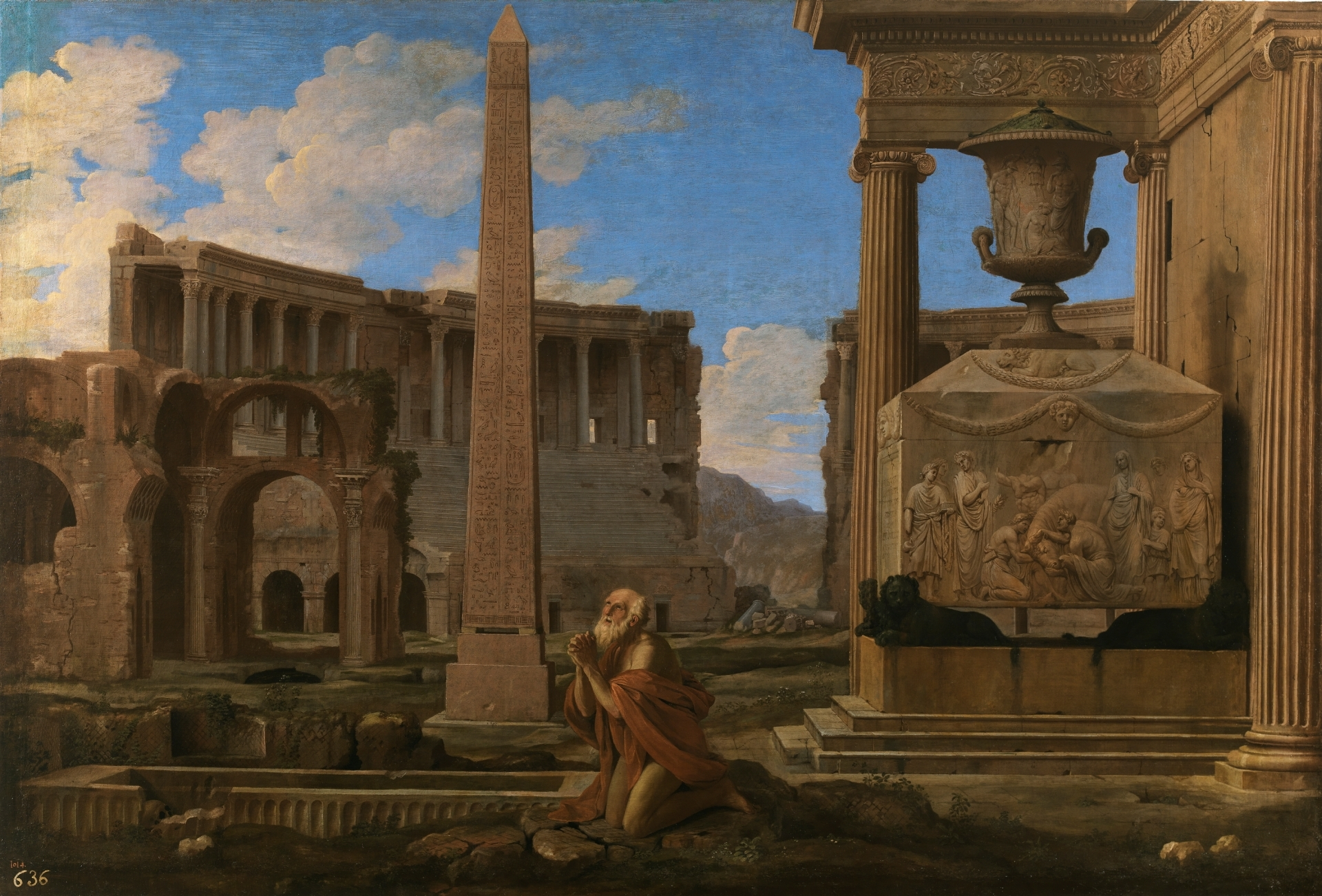
『祈る隠遁者』 (1637-1638年) プラド美術館 蔵
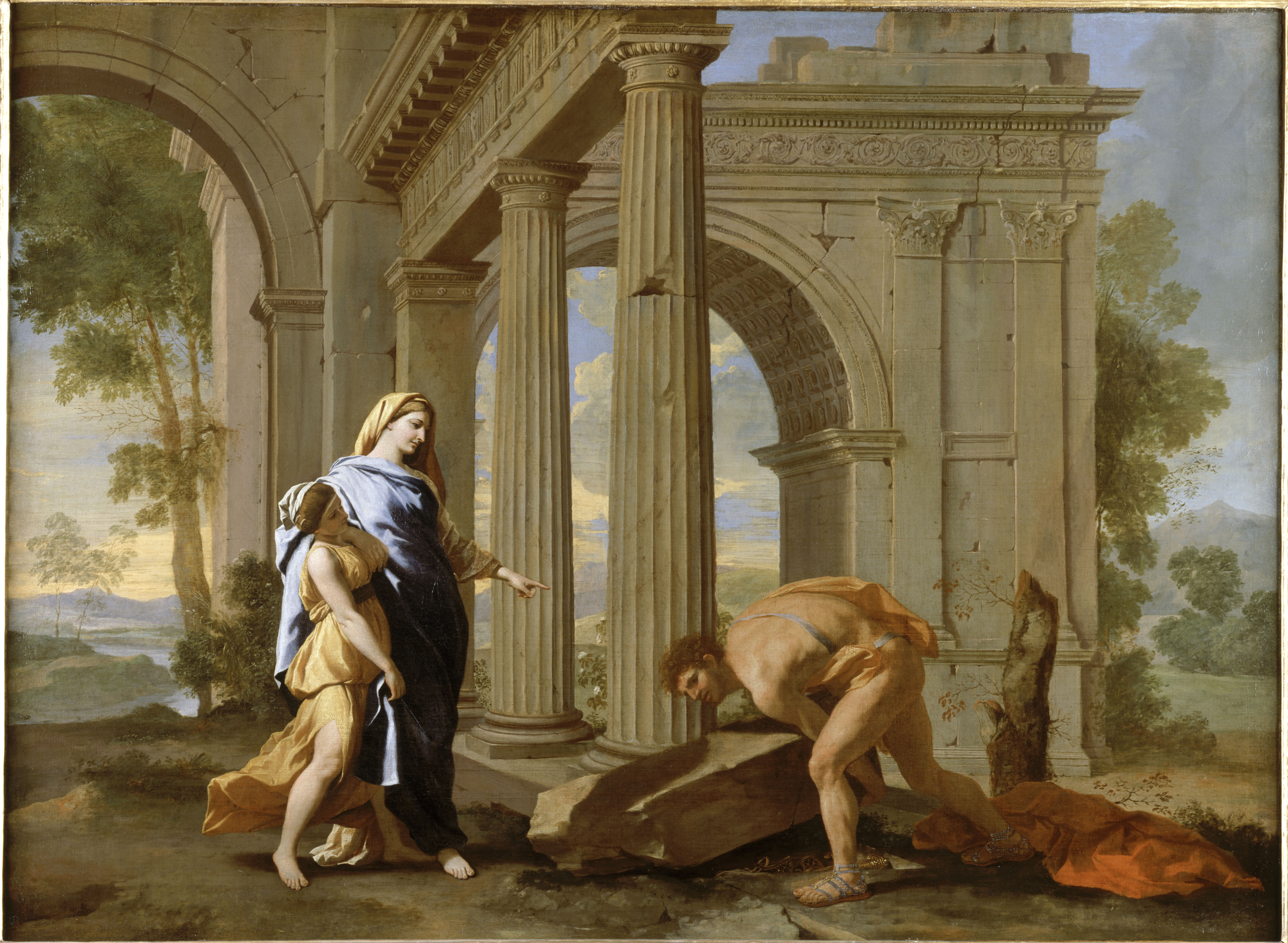
『父親の剣を見つけたテーセウス』(c.1638) プッサンと共作
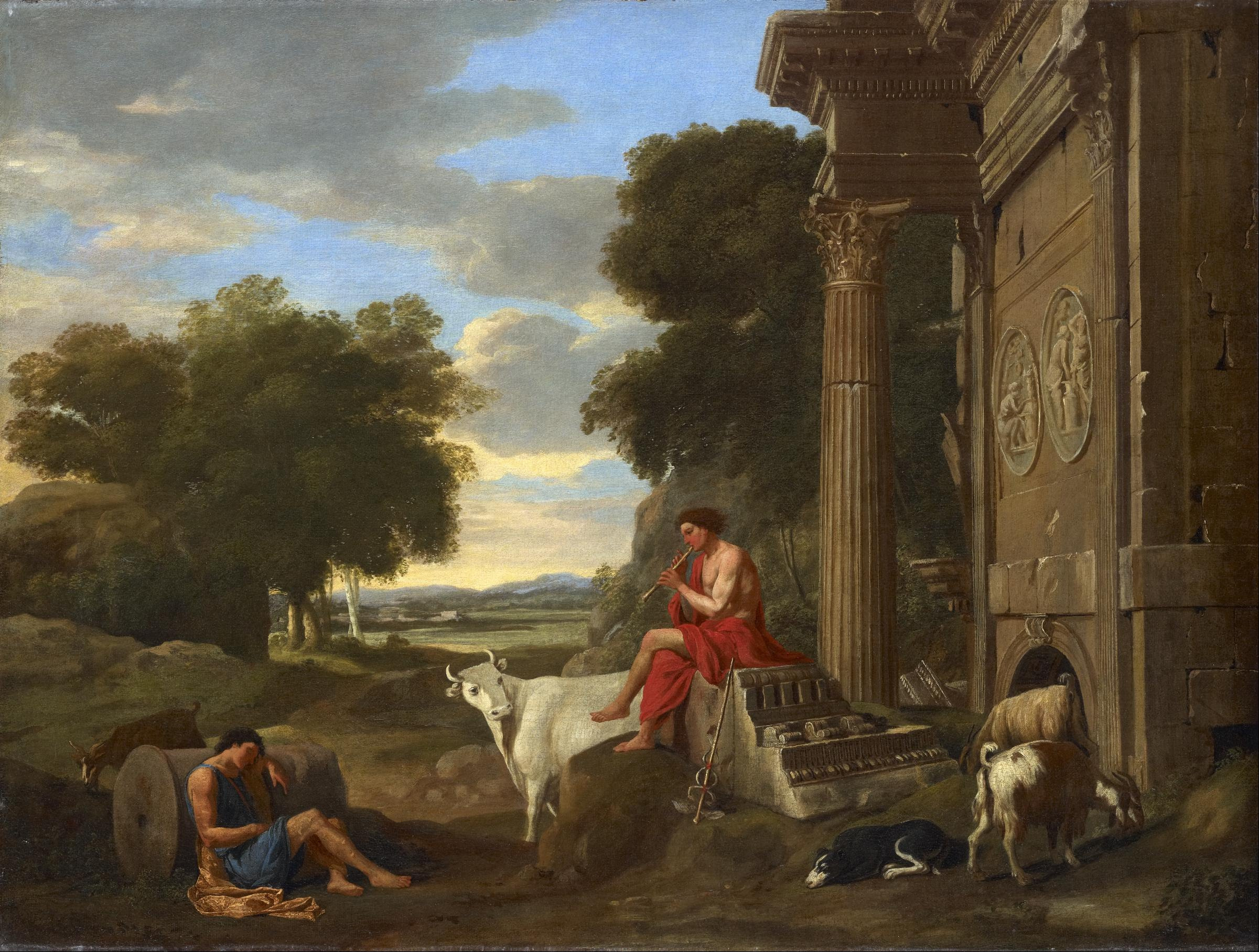
『マーキュリーとアーガス』 ヒューストン美術館 蔵
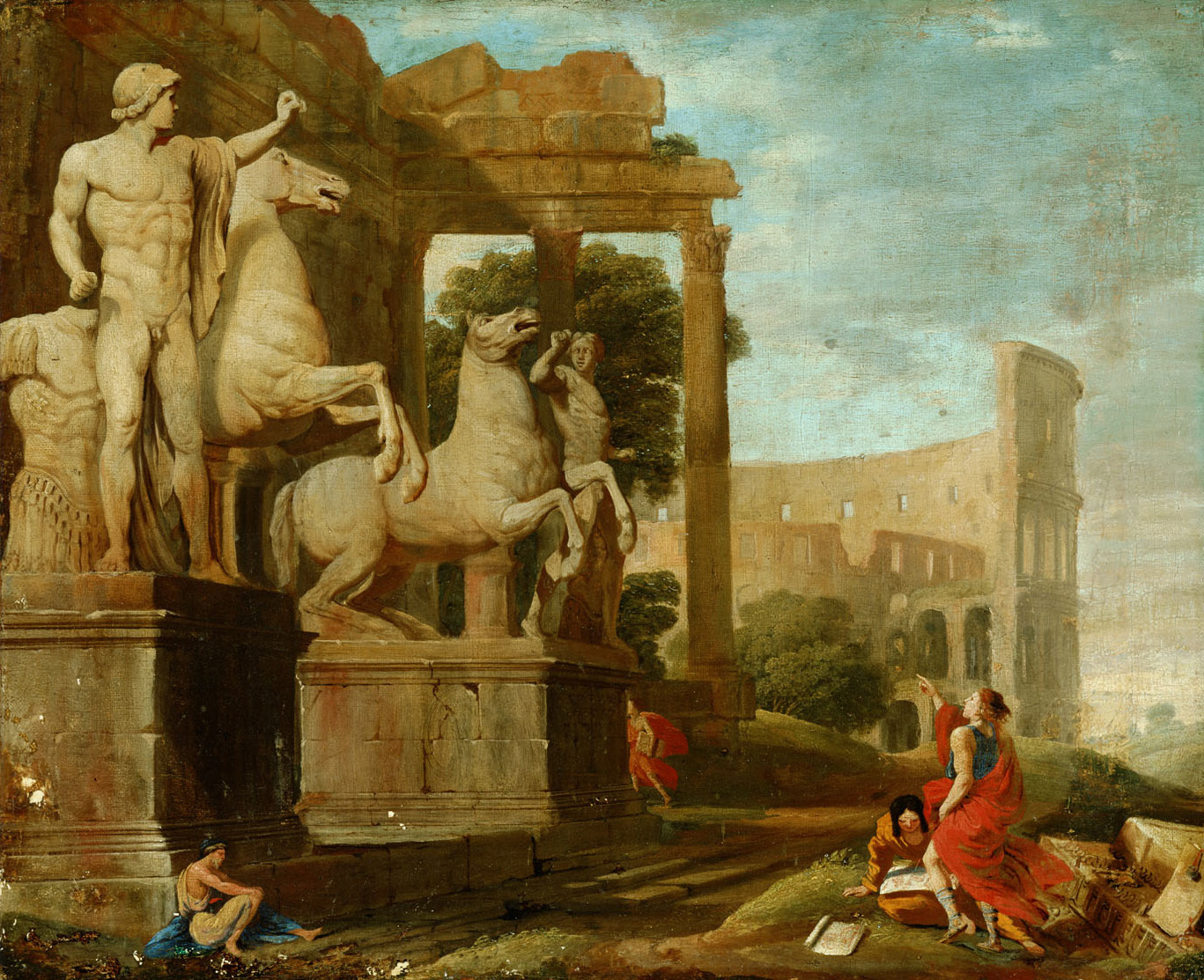
『古代遺跡の風景画』 美術史美術館 蔵